# 16 février aux Jeux olympiques d'hiver de 2022
Pour un article plus général, voir Jeux olympiques d'hiver de 2022.
Le mercredi 16 février aux Jeux olympiques d'hiver de 2022 est le quinzième jour de compétition.

## Programme
| Heure UTC+8 (Pékin)                           |               |
| bleu                                          | Cérémonie     |
| neutre                                        | Épreuve       |
| or                                            | Finale        |
| orange                                        | Petite finale |
| rose                                          | Reporté       |
| gris                                          | Annulé        |
| Compétition masculine                         | Hommes        |
| Compétition féminine                          | Femmes        |
| Compétition mixte (hommes et femmes mélangés) | Mixte         |
| Compétition en couple (1 homme et 1 femme)    | Couple        |
| modifier                                      |               |

| Horaire | Discipline Spécialité | Discipline Spécialité                               | Discipline Spécialité | Phase                    | Résultats                                               | Références |
| ------- | --------------------- | --------------------------------------------------- | --------------------- | ------------------------ | ------------------------------------------------------- | ---------- |
| 09 h 05 |                       | Curling Tournoi féminin                             | Compétition femmes    | Premier tour 10e session | 7-6                                                     | -          |
| 09 h 05 |                       | Curling Tournoi féminin                             | Compétition femmes    | Premier tour 10e session | 8-4                                                     | -          |
| 09 h 05 |                       | Curling Tournoi féminin                             | Compétition femmes    | Premier tour 10e session | 8-4                                                     | -          |
| 09 h 30 |                       | Ski acrobatique Slopestyle hommes                   | Compétition hommes    | Finale                   | Alexander Hall · Nick Goepper · Jesper Tjäder           | -          |
| 10 h 15 |                       | Ski alpin Slalom                                    | Compétition hommes    | Manche 1                 | -                                                       | -          |
| 12 h 10 |                       | Hockey sur glace Tournoi masculin                   | Compétition hommes    | Quart de finale Match 23 | 2-3                                                     | -          |
| 13 h 45 |                       | Ski alpin Slalom (manche 2)                         | Compétition hommes    | Finale                   | Clément Noël · Johannes Strolz · Sebastian Foss Solevåg | -          |
| 14 h 00 |                       | Hockey sur glace Tournoi masculin                   | Compétition hommes    | Quart de finale Match 24 | 3-1                                                     | -          |
| 14 h 05 |                       | Curling Tournoi masculin                            | Compétition hommes    | Premier tour 11e session | 6-5                                                     | -          |
| 14 h 05 |                       | Curling Tournoi masculin                            | Compétition hommes    | Premier tour 11e session | 8-6                                                     | -          |
| 14 h 05 |                       | Curling Tournoi masculin                            | Compétition hommes    | Premier tour 11e session | 10-3                                                    | -          |
| 15 h 15 |                       | Ski de fond Sprint par équipes femmes               | Compétition femmes    | Demi-finale              | -                                                       | -          |
| 15 h 45 |                       | Biathlon Relais femmes                              | Compétition femmes    | Finale                   | Suède · ROC · Allemagne                                 | -          |
| 16 h 15 |                       | Ski de fond Sprint par équipes hommes               | Compétition hommes    | Demi-finale              | -                                                       | -          |
| 16 h 40 |                       | Hockey sur glace Tournoi masculin                   | Compétition hommes    | Quart de finale Match 25 | 5 - 1                                                   | -          |
| 17 h 15 |                       | Ski de fond Sprint par équipes femmes               | Compétition femmes    | Finale                   | Allemagne · Suède · ROC                                 | -          |
| 17 h 45 |                       | Ski de fond Sprint par équipes hommes               | Compétition hommes    | Finale                   | Norvège · Finlande · ROC                                | -          |
| 19 h 00 |                       | Ski acrobatique Saut                                | Compétition hommes    | Finale                   | Qi Guangpu · Oleksandr Abramenko · Ilia Bourov          | -          |
| 19 h 30 |                       | Hockey sur glace Tournoi féminin                    | Compétition femmes    | Petite finale            | 4 - 0                                                   | -          |
| 19 h 30 |                       | Patinage de vitesse sur piste courte 1 500 m        | Compétition femmes    | Quarts de finale         | -                                                       | -          |
| 20 h 05 |                       | Curling Tournoi féminin                             | Compétition femmes    | Premier tour 11e session | 8 - 7                                                   | -          |
| 20 h 05 |                       | Curling Tournoi féminin                             | Compétition femmes    | Premier tour 11e session | 10 - 7                                                  | -          |
| 20 h 05 |                       | Curling Tournoi féminin                             | Compétition femmes    | Premier tour 11e session | 5 - 8                                                   | -          |
| 20 h 05 |                       | Curling Tournoi féminin                             | Compétition femmes    | Premier tour 11e session | 9 - 11                                                  | -          |
| 20 h 15 |                       | Patinage de vitesse sur piste courte 1 500 m        | Compétition femmes    | Demi-finale              | -                                                       | -          |
| 20 h 32 |                       | Patinage de vitesse sur piste courte Relais 5 000 m | Compétition hommes    | Finale                   | Canada · Corée du Sud · Italie                          | -          |
| 21 h 11 |                       | Patinage de vitesse sur piste courte 1 500 m        | Compétition femmes    | Finale                   | Choi Min-jeong · Arianna Fontana · Suzanne Schulting    | -          |
| 21 h 30 |                       | Hockey sur glace Tournoi masculin                   | Compétition hommes    | Quart de finale Match 26 | 2 - 0                                                   | -          |

## Tableau des médailles provisoire
- Pays organisateur (Chine)

| Rang  | Nation       | Or | Argent | Bronze | Total |
| ----- | ------------ | -- | ------ | ------ | ----- |
| 01    | Suède        | 1  | 1      | 1      | 3     |
| 02    | États-Unis   | 1  | 1      | 0      | 2     |
| 02    | Corée du Sud | 1  | 1      | 0      | 2     |
| 04    | Norvège      | 1  | 0      | 1      | 2     |
| 04    | Allemagne    | 1  | 0      | 1      | 2     |
| 06    | France       | 1  | 0      | 0      | 1     |
| 06    | Chine        | 1  | 0      | 0      | 1     |
| 06    | Canada       | 1  | 0      | 0      | 1     |
| 09    | ROC          | 0  | 1      | 3      | 4     |
| 10    | Italie       | 0  | 1      | 1      | 2     |
| 11    | Autriche     | 0  | 1      | 0      | 1     |
| 11    | Finlande     | 0  | 1      | 0      | 1     |
| 11    | Ukraine      | 0  | 1      | 0      | 1     |
| 14    | Pays-Bas     | 0  | 0      | 1      | 1     |
| Total | Total        | 8  | 8      | 8      | 24    |

| Rang  | Nation           | Or | Argent | Bronze | Total |
| ----- | ---------------- | -- | ------ | ------ | ----- |
| 01    | Norvège          | 13 | 7      | 8      | 28    |
| 02    | Allemagne        | 10 | 6      | 4      | 20    |
| 03    | États-Unis       | 8  | 7      | 4      | 19    |
| 04    | Chine            | 7  | 4      | 2      | 13    |
| 05    | Autriche         | 6  | 7      | 4      | 17    |
| 06    | Pays-Bas         | 6  | 4      | 4      | 14    |
| 07    | Suède            | 6  | 4      | 4      | 14    |
| 08    | Suisse           | 5  | 0      | 5      | 10    |
| 09    | ROC              | 4  | 8      | 12     | 24    |
| 10    | France           | 4  | 7      | 2      | 13    |
| 11    | Canada           | 3  | 4      | 11     | 18    |
| 12    | Italie           | 2  | 7      | 6      | 15    |
| 13    | Japon            | 2  | 5      | 7      | 14    |
| 14    | Corée du Sud     | 2  | 4      | 1      | 7     |
| 15    | Slovénie         | 2  | 3      | 2      | 7     |
| 16    | Finlande         | 1  | 2      | 3      | 6     |
| 17    | Australie        | 1  | 2      | 1      | 4     |
| 18    | Nouvelle-Zélande | 1  | 1      | 0      | 2     |
| 19    | Hongrie          | 1  | 0      | 2      | 3     |
| 20    | Tchéquie         | 1  | 0      | 1      | 2     |
| 21    | Slovaquie        | 1  | 0      | 0      | 1     |
| 22    | Biélorussie      | 0  | 2      | 0      | 2     |
| 23    | Espagne          | 0  | 1      | 0      | 1     |
| 23    | Ukraine          | 0  | 1      | 0      | 1     |
| 25    | Belgique         | 0  | 0      | 1      | 1     |
| 25    | Estonie          | 0  | 0      | 1      | 1     |
| 25    | Lettonie         | 0  | 0      | 1      | 1     |
| 25    | Pologne          | 0  | 0      | 1      | 1     |
| Total | Total            | 86 | 86     | 86     | 258   |